# Gouise
Gouise ist eine französische Gemeinde mit 220 Einwohnern (Stand 1. Januar 2022) im Département Allier in der Region Auvergne-Rhône-Alpes (vor 2016 Auvergne). Sie gehört zum Arrondissement Moulins und zum Kanton Moulins-2.

## Geographie
Gouise liegt etwa 18 Kilometer südsüdöstlich von Moulins am Fluss Luzeray.

### Nachbargemeinden
Umgeben ist Gouise von den Nachbargemeinden Neuilly-le-Réal im Norden, Saint-Voir im Osten, Treteau im Südosten, Saint-Gérand-de-Vaux im Süden und Westen sowie Bessay-sur-Allier im Nordwesten.

## Bevölkerungsentwicklung
| Jahr      | 1962 | 1968 | 1975 | 1982 | 1990 | 1999 | 2006 | 2011 | 2019 |
| Einwohner | 300  | 291  | 227  | 193  | 220  | 216  | 216  | 238  | 219  |

## Sehenswürdigkeiten
- Domäne Les Combres